# Viacheslav Bitárov
Viacheslav Zelimjánovich Bitárov (en ruso: Вячеслав Зелимханович Битаров; n. 21 de febrero de 1961, Verni Sadon, Osetia del Norte, URSS) es un político ruso que se desempeñó como el 5.º Presidente de la República de Osetia del Norte-Alania. Además, también ejerció el cargo de Presidente del Gobierno de Osetia del Norte-Alania hasta 2015.
Está casado y tiene tres hijos.